# Concord Bicycle Music
La Concord Bicycle Music è un'azienda statunitense che comprende diverse etichette discografiche indipendenti, sita a Beverly Hills, in California. Il gruppo vanta una distribuzione a livello mondiale garantita grazie all'Universal Music Group.
Tra l'elenco degli artisti attivi della Concord Music Group si annoverano Paul McCartney, James Taylor, Chick Corea, Alison Krauss, Esperanza Spalding, Arturo Sandoval, Booker T. Jones, Kenny G, George Benson, Steve Martin e Alejandro Escovedo. Tra i grandi artisti del passato fanno parte di questo catalogo John Coltrane, John Fogerty, Frank Sinatra, Creedence Clearwater Revival, Ray Charles, Miles Davis, Little Richard, Otis Redding, Thelonious Monk, Isaac Hayes, Ella Fitzgerald, Tony Bennett, Albert King, 
R.E.M..

## Storia
La compagna fu fondata nel 1973, quando Carl Jefferson, un californiano venditore d'auto e appassionato di jazz, produsse la sua prima pubblicazione ad opera dei chitarristi di musica jazz Herb Ellis e Joe Pass. Jefferson diede il nome all'etichetta con riferimento al Concord Jazz Festival, organizzato qualche anno prima. Jefferson vendette la Concord alla Alliance Entertainment nel 1994 e morì l'anno seguente. Nel 1999 il produttore cinematografico e televisivo Norman Lear e il dirigente all'intrattenimento Hal Gaba acquistarono la compagnia dalla Alliance. Nel 2002 la sede principale dall'etichetta fu trasferita a Beverly Hills, California.
Nel 2004 la Concord Records acquistò la Fantasy, già in possesso delle etichette Prestige, Fantasy, Milestone, Riverside, Specialty e Stax Records. La Concord si fuse quindi con la Fantasy per formare in gruppo indipendente, il Concord Music Group. Quello stesso anno la Concord divenne partner della Starbucks per pubblicare l'album Genius Loves Company di Ray Charles – che vinse 8 Grammy Awards, incluso il riconoscimento "album dell'anno". Nel 2005 la compagnia acquistò l'etichetta discografica Telarc International e i classici musicali ad essa correlati. Il 18 dicembre 2006 la Concord annunciò il rilancio dell'etichetta discografica soul Stax. Tra i nuovi contratti discografici vi erano quelli firmati con gli artisti Isaac Hayes e Angie Stone.
Il 12 marzo 2007 la Concord Music Group e la Starbucks fondarono l'etichetta discografica Hear Music. Il primo album prodotto sotto questa etichetta fu Memory Almost Full di Paul McCartney, che fu pubblicato il 7 giugno 2007. La Hear Music pubblicò in seguito album di artisti come Joni Mitchell, James Taylor, John Mellencamp e tanti altri. Nel 2008 il Village Roadshow Pictures Group (VRPG) e la Concord completarono il processo di fusione delle società dando vita al nuovo gruppo Village Roadshow Entertainment Group. Nell'aprile del 2010 fu annunciato che Paul McCartney aveva trasferito i diritti di distribuzione della sua produzione post-Beatles dalla Concord alla EMI.
La Concord acquisì la Rounder Records nel 2010.
La distribuzione venne in gran parte affidata al Universal Music Group. Nei mercati discografici più piccoli, come quelli dell'Africa e dell'est Europa, il catalogo fu affidato alla gestione di etichette indipendenti locali rappresentate dalla Universal. Nel 2012 la società nominò quattro distinte unità operative: il Fantasy Label Group (Hear Music, Stax, Fantasy), il Rounder Label Group, il Concord-Telarc Label Group (Concord Jazz/Heads-Up/Telarc) e il Prestige Group.
Il 25 marzo 2013 la Wood Creek Capital Management, una società affiliata della MassMutual Financial Group, acquistò il Concord Music Group dal Village Roadshow Entertainment. Il 31 ottobre 2013 la The Bicycle Music Company acquistò la parte storica del catalogo della Wind-up Records che includeva oltre 1600 canzoni e album di band del calibro di Creed, Evanescence, Seether e Alter Bridge. In seguito la Bicycle Music Company stipulò un contratto di servizio il quale prevedeva che il Concord Music Group commercializzasse il catalogo della Wind-up Records ai rivenditori e ai consumatori.
Il 1º luglio 2014 l'etichetta discografica di Tom Whalley, la Loma Vista Recordings, concordò ad una nuova partnership pluriennale di livello mondiale con il gruppo Concord. Tra i termini dell'accordo vi era quello che la Concord avrebbe dovuto destinare dei finanziamenti per i nuovi rapporti discografici con gli artisti e lo sviluppo degli stessi, oltre che prestare un completo servizio discografico alla Loma Vista. L'8 luglio 2014 il Concord Music Group annunciò l'acquisizione del catalogo della Vee-Jay Records.
Il 1º aprile 2015 il Concord Music Group annunciò di aver acquisito la Vanguard Records e la Sugar Hill Records dal Welk Music Group. Contemporaneamente fu annunciato che il gruppo Concord Music si sarebbe fuso con la The Bicycle Music Company, un'etichetta indipendente leader nel settore. Il contratto prevedeva che i gruppi Concord Music e Bicycle Music continuassero ad essere unità indipendenti all'interno del grande gruppo Concord Bicycle Music, con il Concord Music Group che si sarebbe occupato principalmente delle attività di registrazione e la Bicycle della supervisione della pubblicazione e della gestione dei diritti. Nel maggio del 2015 la Concord Bicycle Music acquistò la Fearless Records ed il resto del catalogo della Wind-up Records, la cui parte storica era già stata acquisita nell'ottobre del 2013. L'acquisizione della Fearless includeva anche l'etichetta Fearmore Music Publishing, la quale collaborava insieme alla prima per quanto riguarda operazioni di merchandising.
Nel settembre 2015 la Concord acquistò un numero importante di azioni dell'etichetta Razor & Tie, proprietaria delle etichette Razor & Tie e Washington Square, una casa editrice, e il marchio Kidz Bop. Tra gli artisti della Razor & Tie si annoverano The Pretty Reckless, All That Remains e Starset.

## Lista delle etichette che fanno parte del gruppo Concord

### Concord Records Group
- Concord Jazz
- Concord Picante
- Concord Records
- Craft Recordings
- Fearless Records
- Hear Music
- Loma Vista Recordings
- Monterey Jazz Festival Records
- Peak Records
- Razor & Tie
- Rounder Records
- Specialty Records
- Stax Records
- Stretch Records
- Sugar Hill Records
- Takoma Records
- The Bicycle Music Company
- Vanguard Records
- Varèse Sarabande
- Wind-up Records

### Telarc Records Group
- Telarc International Corporation
- Heads Up International
- Concord Concerto

### Fantasy Records Group
- Contemporary Records
- Debut Records
- Fantasy Records
- Good Time Jazz Records
- Milestone Records
- Original Blues Classics
- Original Jazz Classics
- Pablo Records
- Prestige Records
- Riverside Records
- Stax Records

### Etichette che non esistono più
- Feinery Records
- Galaxy Records
- Kicking Mule Records
- Playboy Jazz Records
- Reality Records
- Rockingale Records
- The Jazz Alliance records
- Vee-Jay Records
- Volt Records